# ミラドーロ・テルメ
ミラドーロ・テルメ（伊: Miradolo Terme）は、イタリア共和国ロンバルディア州パヴィーア県にある、人口約3,800人の基礎自治体（コムーネ）。
1800年代以降に発展したロンバルディアの温泉地の一つで、温泉療法や滞在型旅行地として栄えている。ミラドーロ・テルメは規模は小さいがヴィラや城が点在している。水源は5つあるが、いずれも塩分を含んだ帯水層に起源を持つ。これはミラドーロ地域がかつては海であったことに由来し、これを証明するように地中からは貝殻が多数発掘されている。

## 地理

### 位置・広がり

#### 隣接コムーネ
隣接するコムーネは以下の通り。括弧内のLOはアレッサンドリア県、MIはミラノ県所属を示す。
- キニョーロ・ポー
- グラッフィニャーナ (LO)
- インヴェルノ・エ・モンテレオーネ
- サン・コロンバーノ・アル・ランブロ (MI)
- サンタンジェロ・ロディジャーノ (LO)
- サンタ・クリスティーナ・エ・ビッソーネ

### 気候分類・地震分類
気候分類では、zona E, 2628 GGに分類される。
また、イタリアの地震リスク階級 (it) では、zona 3 (sismicità bassa) に分類される
。

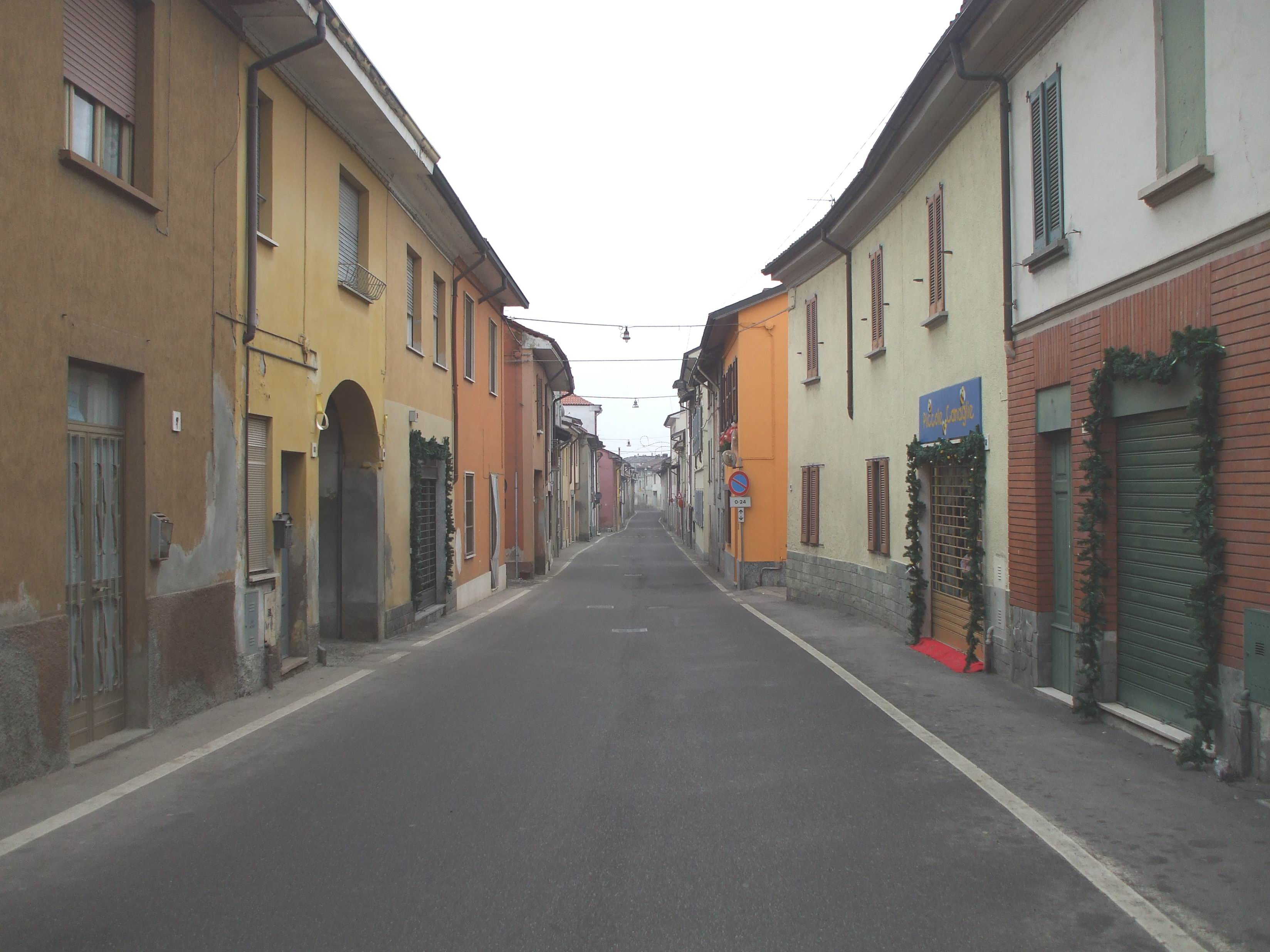
中央通り
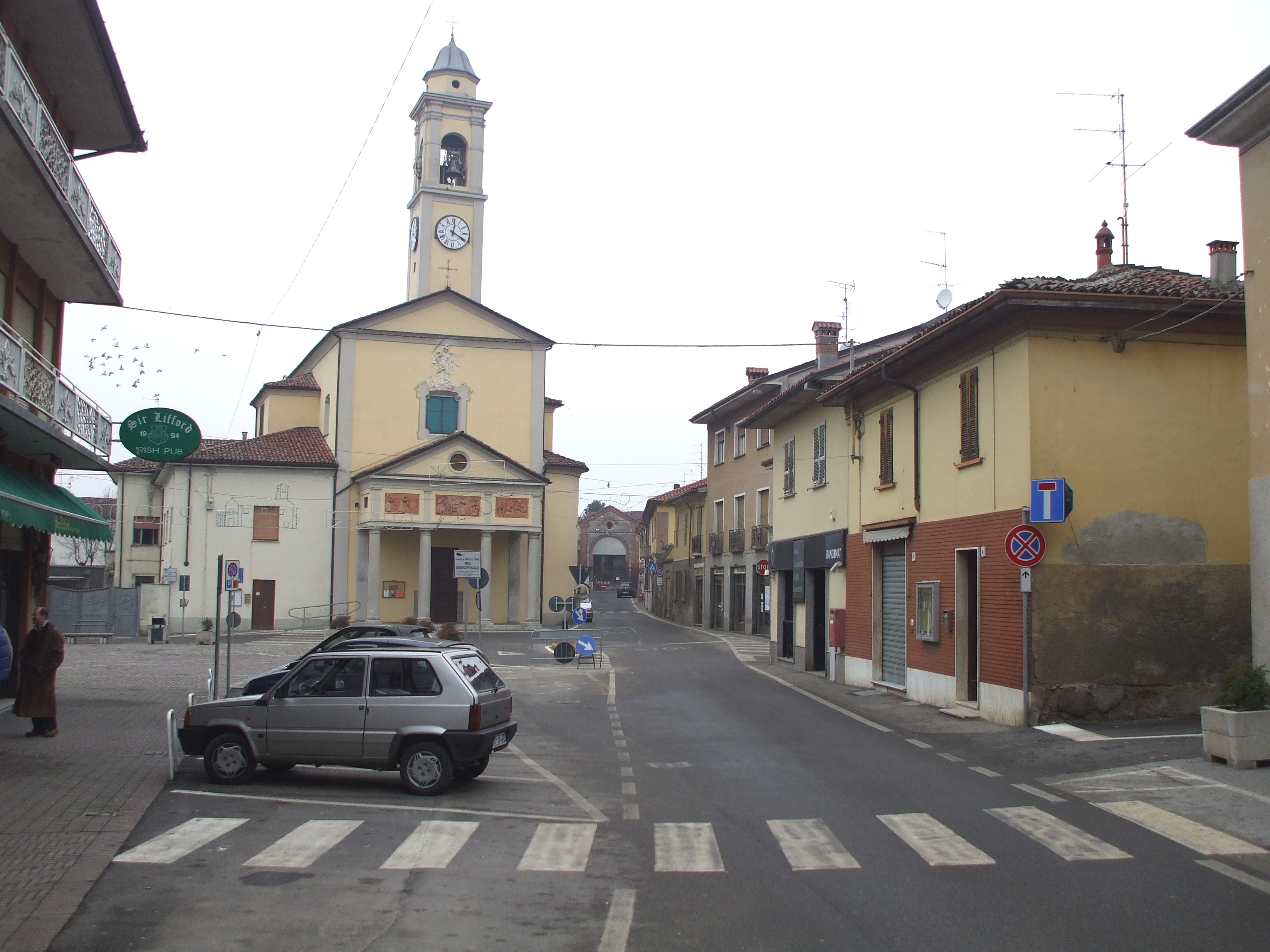
サン ミケーレ アルカンジェロ教会
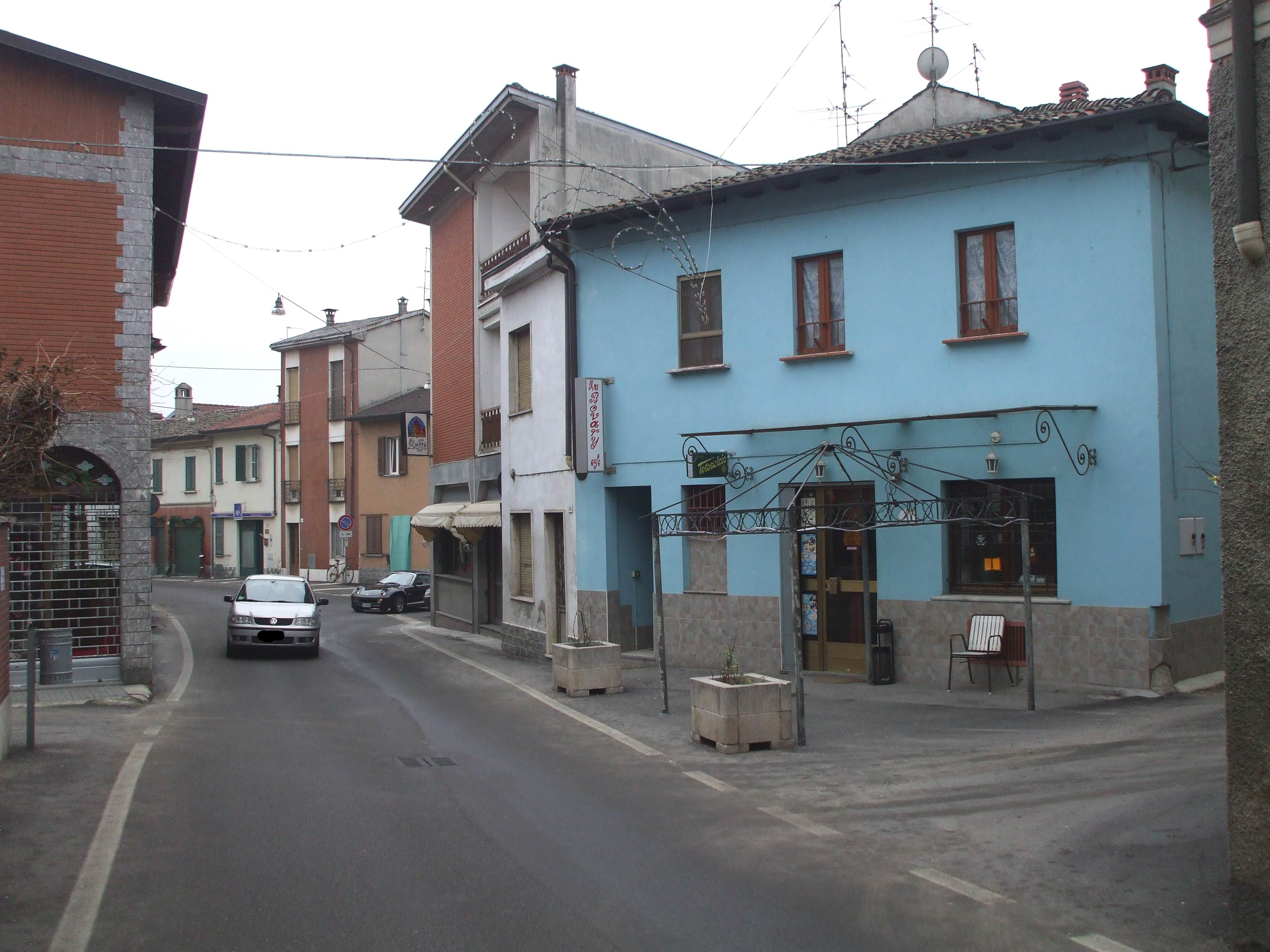